# 贝里亚斯和卡斯泰尔若
贝里亚斯和卡斯泰尔若（法語：Berrias-et-Casteljau，法語發音：[bɛʁjas e kastɛlʒo]）是法国阿尔代什省的一个市镇，属于拉让蒂耶尔区。

## 地理
贝里亚斯和卡斯泰尔若（44°22'29"N, 4°12'1"E）面积26.42 平方千米，位于法国奥弗涅-罗讷-阿尔卑斯大区阿尔代什省，该省份为法国东南部内陆省份，北起顺时针与卢瓦尔省、伊泽尔省、德龙省、沃克吕兹省、加尔省、洛泽尔省和上盧瓦爾省接壤。
与贝里亚斯和卡斯泰尔若接壤的市镇（或旧市镇、城区）包括：莱萨雄斯、巴讷、博略、尚多拉斯、圣安德烈-德克吕济耶尔、莱旺斯。
贝里亚斯和卡斯泰尔若的时区为UTC+01:00、UTC+02:00（夏令时）。

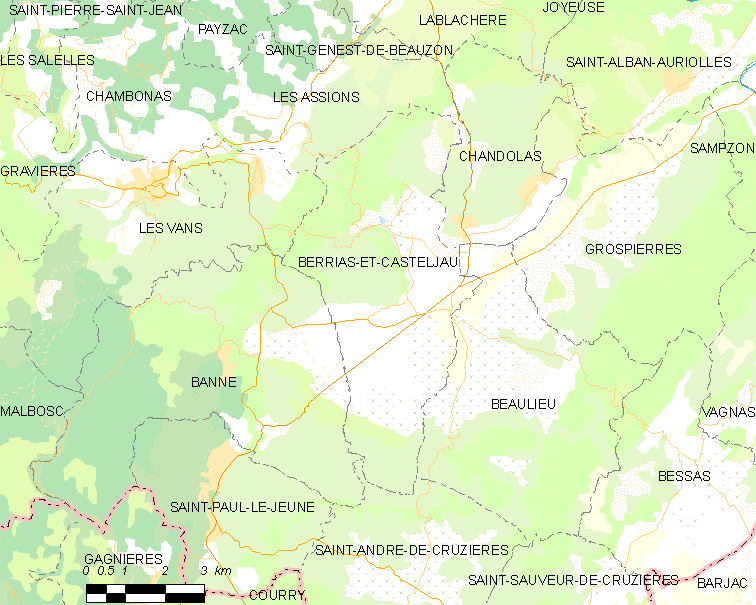
贝里亚斯和卡斯泰尔若的OSM定位图

## 行政
贝里亚斯和卡斯泰尔若的邮政编码为07460，INSEE市镇编码为07031。

## 政治
贝里亚斯和卡斯泰尔若所属的省级选区为阿尔代什塞文县。

## 人口

1962-2008年间贝里亚斯和卡斯泰尔若人口变化图示

贝里亚斯和卡斯泰尔若于2022年1月1日时的人口数量为779人。